# Puerto Libertad (Misiones)

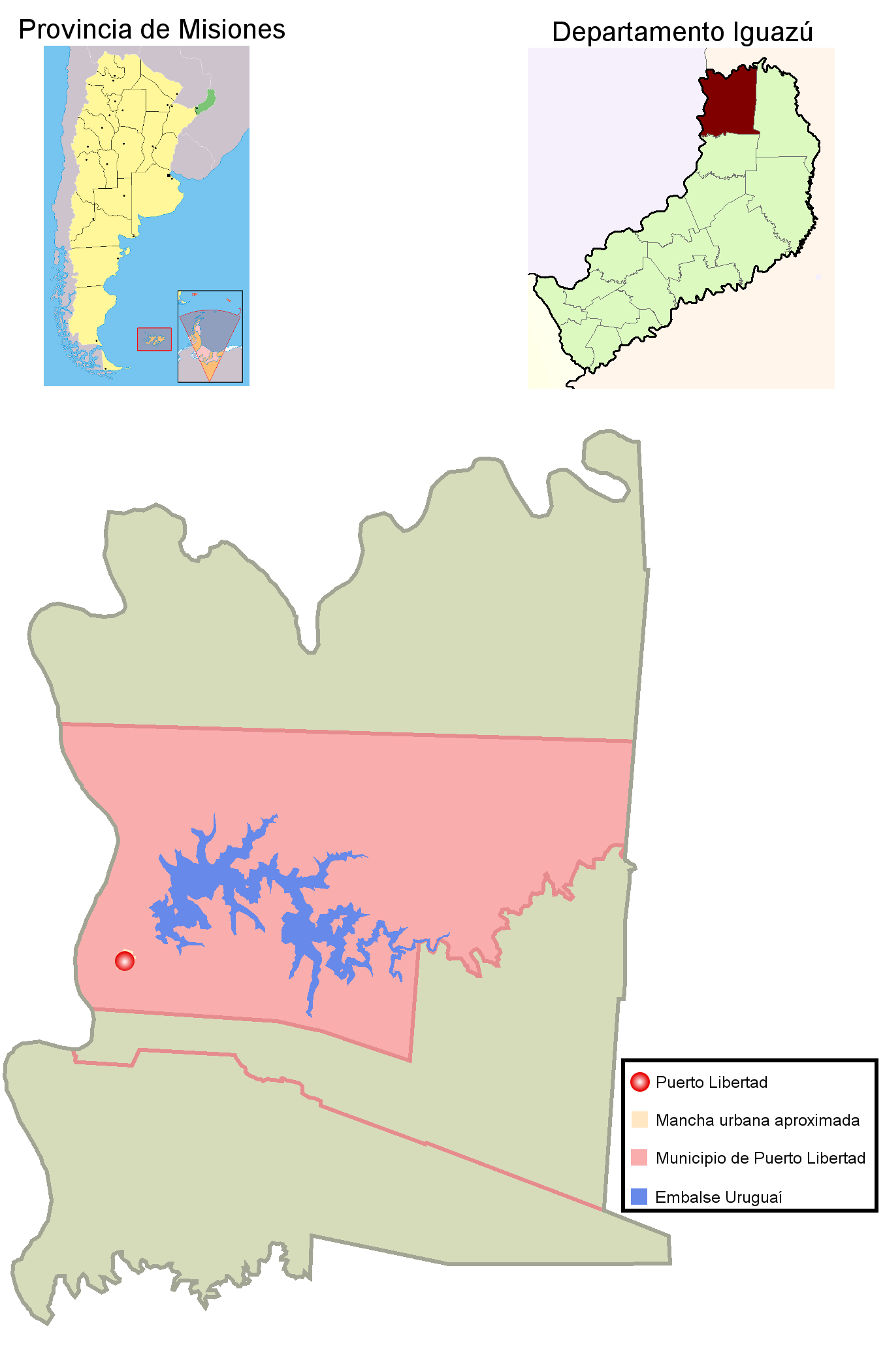
Área del municipio de Puerto Libertad en la provincia de Misiones

Puerto Libertad es una localidad y municipio argentino de la provincia de Misiones. Se encuentra en el departamento Iguazú, 25 km al sur de las Cataratas del Iguazú y a 3 kilómetros y medio del río Paraná.
Se halla a 228 m s. n. m. y ocupa 834,5 km², con una población de 6143 habitantes (2001).

## Historia
Las tierras que hoy ocupa Libertad fueron frecuentadas por negros recién a fines del siglo XIX, con la llegada de obrajes que trabajaban los yerbales silvestres remontando el río Paraná. El recurso natural fue agotado, y en 1923 Pablo Allain —quien ya había tenido una experiencia al respecto en Puerto Mineral— consiguió que el grupo Bemberg aporte capital para el establecimiento de una gran colonia productora de yerba mate. El 14 de diciembre Allain desembarca en lo que hoy se conoce como Puerto Bemberg. La pericia de Allain en el manejo de la expedición fue notable, venciendo en poco tiempo los impedimentos puestos por la tupida selva paranaense.
La localidad —que se conoció originalmente como Villa Veinticinco de Mayo— se desarrolló de forma constante, y ya contaba con su primera escuela en 1927, y un año más tarde con la primera estafeta postal. El censo del año 1929 arroja como resultado 1.190 habitantes. 
Un hecho importante para el desarrollo económico ocurrió en 1946, cuando se instaló en la cercana Puerto Bosetti la forestal San Jorge, parte del grupo Pérez Companc.  
En 1950 se creó la primera Comisión de Fomento con el nombre de 17 de octubre, en honor a la fecha que se recuerda como día de la Lealtad Peronista. Por la clara connotación política de la denominación, el golpe militar que derrocó a Juan Domingo Perón le dio al pueblo el nombre de Libertad en 1955. No obstante la gente lo denominó popularmente como Puerto Libertad, por lo que se presentó un proyecto para otorgarle al pueblo su denominación popular. En 1960 la Comisión de Fomento es elevada a la categoría de Municipalidad. El moderno aserradero instalado por Pérez Companc influyó en el crecimiento poblacional que en 1971 ya contaba con 3500 pobladores.
El último impulso económico y demográfico lo dio la construcción de la represa Uruguaí, a 5 km del pueblo sobre el arroyo Urugua-í.
En 2019 Puerto Libertad está compuesta por diferentes aldeas: El barrio Nueva Libertad, que está poblada desde el 2007, aldea Nuevo Amanecer, que está poblada desde el año 2010, Aldea Guapoy, poblada desde el 1986, el barrio San Isidro, poblado desde el año 2002 aproximadamente, y por último se encuentra el barrio San Cayetano. Los primeros parajes alejados fueron Villa Alegria, Villa Paloma, Barrio Safac, Barrio Cooperativa y otros.

## Turismo

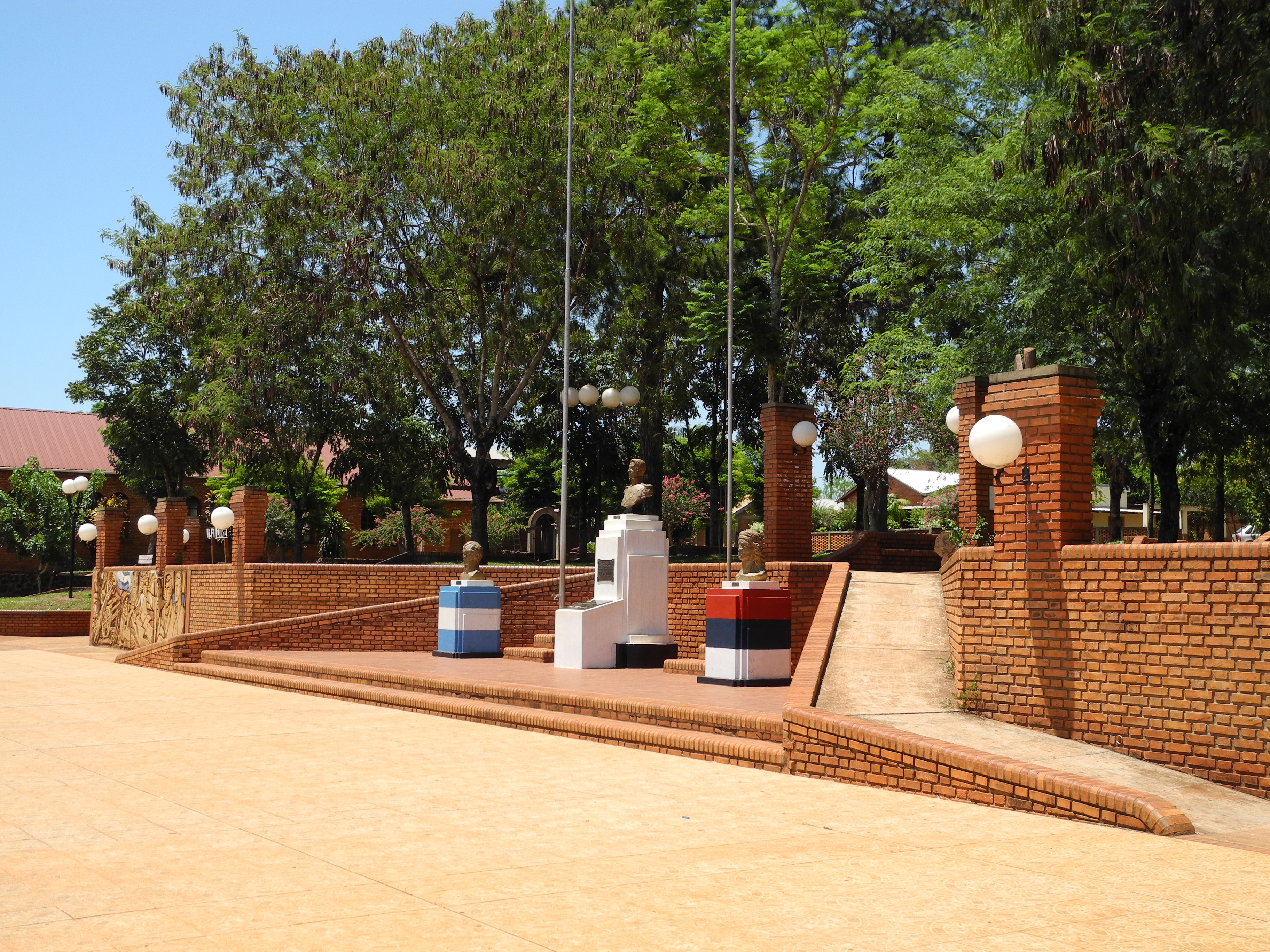
Plaza general San Martín

- Represa Hidroeléctrica Urugua-í: ubicada sobre el arroyo Urugua-í, uno de los mayores afluentes del río Paraná, se halla la hidroeléctrica que abastece del servicio a la provincia de Misiones.
- Lago Urugua-í: lago formado por consecuencia de la represa hidroeléctrica Urugua-í que tiene una superficie aproximada de 8000 ha, apta para practicar variados deportes acuáticos. Posee dos balnearios, donde es posible acampar, pescar, disfrutar de paseos en lancha, velas, practicar windsurf, etc.
- Minas de Puerto Libertad: al igual que la localidad de Colonia Wanda, Puerto Libertad posee yacimientos de piedras semipreciosas, donde se pueden encontrar ágatas, amatistas y topacios en estado natural y a cielo abierto en las Minas Santa Catalina y Minas Urugua-í
- Capilla de Puerto Bemberg: instalado en los años 1930 por los hermanos Bemberg, tiene alto valor histórico por reflejar el comienzo de la colonización del lugar
- Saltos y cascadas: pueden destacarse los saltos Yasy, Diamante Azul y Bella Vista.
- Sendero del Yaguareté: Máximo exponente del contacto con la naturaleza, 2 km de paseo por la selva desembocando en una hermosa cascada. Imperdible. El sendero Paso del Yaguarete ubicado en tierras remanentes del emprendimiento Urugua-i es, actualmente, parte de una Reserva Natural Protegida de la Provincia de Misiones.

## Parroquias de la Iglesia católica en Puerto Libertad
| Diócesis  | Puerto Iguazú            |
| --------- | ------------------------ |
| Parroquia | Sagrado Corazón de Jesús |

## En la cultura popular
En Puerto Libertad se rodó enteramente la película El Plan Divino (2019), dirigida por Víctor Laplace, y protagonizada por Gastón Pauls, Javier Lester y Paula Sartor.